# Камаш
Камаш (кирг. Камаш) — село в Айтматовском районе Таласской области Кыргызстана. Входит в состав Бакыянского аильного округа. Код СОАТЕ — 41707 215 806 03 0.

## Население
По данным переписи 2021 года, в селе проживал 558 человек.